# Partille (Gemeinde)
Koordinaten: 57° 44′ N, 12° 6′ O

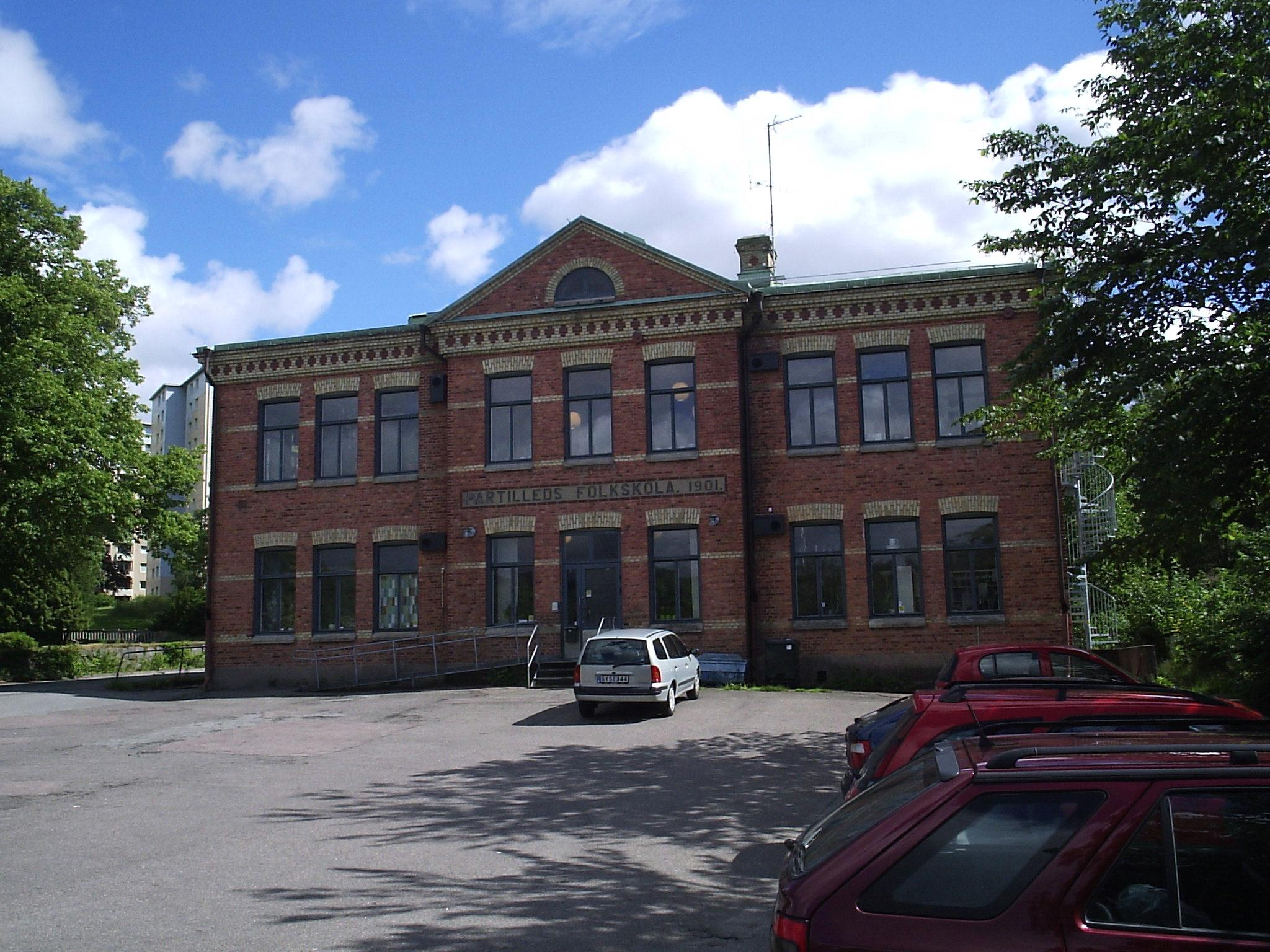

Partille ist eine Gemeinde (schwedisch kommun) in der schwedischen Provinz Västra Götalands län und der historischen Provinz Västergötland. Der Hauptort der Gemeinde ist Partille.

## Geschichte
Vor der Zusammenlegung von Älvsborgs län, Skaraborgs län und Göteborgs och Bohus län zu Västra Götalands län gehörte Partille zur Provinz Göteborgs och Bohus län.

## Orte
- Jonsered
- Öjersjö
- sowie Teile von Großgöteborg